# Wallace Leslie William Sargent
Wallace Leslie William »Wall« Sargent, FRS, angleško-ameriški astronom, * 15. februar 1935, Elsham, grofija, Lincolnshire, Anglija, † 29. oktober 2012.
Sargent je deloval kot vodja projekta kartiranja neba v Observatoriju Mt. Palomar in med letoma 1997 ter 2000 tudi kot njegov predstojnik. Njegovo najbolj znano delo je analiza absorpcijskih črt kvazarjev.
Doktoriral je leta 1959 na Univerzi v Manchestru.
Po njem se imenuje asteroid glavnega pasu 11758 Sargent.